# مایکل فیدلر
مایکل فیدلر (انگلیسی: Michael Fiedler؛ زادهٔ ۳۰ اکتبر ۱۹۵۹) بازیکن فوتبال اهل آلمان است.
از باشگاه‌هایی که در آن بازی کرده‌است می‌توان به باشگاه فوتبال هرتابرلین اشاره کرد.